# Drosophila madikerii
Drosophila madikerii este o specie de muște din genul Drosophila, familia Drosophilidae, descrisă de Muniyappa și Gupta în anul 1980. Conform Catalogue of Life specia Drosophila madikerii nu are subspecii cunoscute.